# Danh sách cầu thủ tham dự giải vô địch bóng đá U-17 Nam Mỹ 2013
Tất cả các cầu thủ phải sinh sau ngày 1 tháng 1 năm 1996.

## Argentina
Huấn luyện viên: Humberto Grondona

| Số | VT | Cầu thủ               | Ngày sinh (tuổi)           | Trận | Bàn | Câu lạc bộ          |
| -- | -- | --------------------- | -------------------------- | ---- | --- | ------------------- |
| 1  | TM | Augusto Batalla       | 30 tháng 4, 1996 (16 tuổi) |      |     | River Plate         |
| 2  | HV | Emanuel Mammana       | 10 tháng 2, 1996 (17 tuổi) |      |     | River Plate         |
| 3  | HV | Nicolás Pinto         | 22 tháng 1, 1996 (17 tuổi) |      |     | Boca Juniors        |
| 4  | HV | Nicolás Tripichio     | 5 tháng 1, 1996 (17 tuổi)  |      |     | Vélez Sársfield     |
| 5  | TV | Germán Ferreyra       | 13 tháng 1, 1996 (17 tuổi) |      |     | Vélez Sársfield     |
| 6  | HV | Leandro Vega          | 27 tháng 5, 1996 (16 tuổi) |      |     | River Plate         |
| 7  | TĐ | Jonathan Cañete       | 12 tháng 7, 1996 (16 tuổi) |      |     | Independiente       |
| 8  | TV | Marcelo Storm         | 26 tháng 6, 1996 (16 tuổi) |      |     | Vélez Sársfield     |
| 9  | TĐ | Sebastián Driussi     | 9 tháng 2, 1996 (17 tuổi)  |      |     | River Plate         |
| 10 | TV | Leonardo Suárez       | 30 tháng 3, 1996 (17 tuổi) |      |     | Boca Juniors        |
| 11 | TĐ | Marcos Astina         | 21 tháng 1, 1996 (17 tuổi) |      |     | Lanús               |
| 12 | TM | Axel Werner           | 28 tháng 2, 1996 (17 tuổi) |      |     | Atlético de Rafaela |
| 13 | HV | Fabricio Bustos       | 28 tháng 4, 1996 (16 tuổi) |      |     | Independiente       |
| 14 | TV | Lucio Compagnucci     | 23 tháng 2, 1996 (17 tuổi) |      |     | Vélez Sársfield     |
| 15 | HV | Rodrigo Moreira       | 15 tháng 7, 1996 (16 tuổi) |      |     | Independiente       |
| 16 | TV | Zacarías Morán        | 22 tháng 2, 1996 (17 tuổi) |      |     | River Plate         |
| 17 | TĐ | Mauricio Del Castillo | 10 tháng 3, 1996 (17 tuổi) |      |     | Independiente       |
| 18 | TĐ | Iván Leszczuk         | 20 tháng 2, 1996 (17 tuổi) |      |     | Boca Juniors        |
| 19 | TĐ | Franco Pérez          | 1 tháng 1, 1996 (17 tuổi)  |      |     | Newell's Old Boys   |
| 20 | TV | Matías Sánchez        | 5 tháng 7, 1996 (16 tuổi)  |      |     | Chacarita Juniors   |
| 21 | TĐ | Joaquín Ibañez        | 5 tháng 9, 1996 (16 tuổi)  |      |     | Lanús               |
| 22 | TĐ | Matías Romero         | 1 tháng 2, 1996 (17 tuổi)  |      |     | Boca Juniors        |
| 23 | TM | Fernando Benvenutti   | 5 tháng 3, 1996 (17 tuổi)  |      |     | Arsenal             |

## Bolivia
Huấn luyện viên: Freddy Bolívar

| Số | VT | Cầu thủ                     | Ngày sinh (tuổi)            | Trận | Bàn | Câu lạc bộ            |
| -- | -- | --------------------------- | --------------------------- | ---- | --- | --------------------- |
| 1  | TM | Javier Rojas Iguaro         | 14 tháng 1, 1996 (17 tuổi)  |      |     | Real Santa Cruz       |
| 2  | HV | Óscar Baldomar              | 16 tháng 2, 1996 (17 tuổi)  |      |     | Escuela Adolfo Flores |
| 3  | HV | José Armando Flores         | 3 tháng 12, 1997 (15 tuổi)  |      |     | Callejas              |
| 4  | HV | Omar Eduardo Paz            | 5 tháng 1, 1996 (17 tuổi)   |      |     | Florida               |
| 5  | TV | Jeferson Virreira           | 19 tháng 1, 1997 (16 tuổi)  |      |     | Callejas              |
| 6  | HV | Joel Bejarano               | 21 tháng 3, 1996 (17 tuổi)  |      |     | Florida               |
| 7  | TV | Carlos Hugo Moreno          | 7 tháng 1, 1997 (16 tuổi)   |      |     | Blooming              |
| 8  | TV | Michael Fernando Castellón  | 16 tháng 4, 1996 (16 tuổi)  |      |     | Jorge Wilstermann     |
| 9  | TĐ | Saúl Aquino                 | 23 tháng 4, 1996 (16 tuổi)  |      |     | Barron Collier HS     |
| 10 | TV | Ricardo Román               | 11 tháng 3, 1996 (17 tuổi)  |      |     | Lille                 |
| 11 | TV | Carmelo Algarañaz           | 27 tháng 1, 1996 (17 tuổi)  |      |     | Callejas              |
| 12 | TM | Pablo Andrés Cortez         | 2 tháng 9, 1996 (16 tuổi)   |      |     | Florida               |
| 13 | TV | Nicolás Andrés Landa        | 27 tháng 1, 1996 (17 tuổi)  |      |     | Bolívar               |
| 14 | TĐ | Hernán Luis Rodríguez       | 9 tháng 5, 1996 (16 tuổi)   |      |     | The Strongest         |
| 15 | HV | Alex Gabriel Rodriguez      | 10 tháng 7, 1996 (16 tuổi)  |      |     | Escuela Torito García |
| 16 | HV | Mauricio Chajtur            | 7 tháng 10, 1997 (15 tuổi)  |      |     | Canarios              |
| 17 | TV | Kevin Alcántara             | 10 tháng 5, 1996 (16 tuổi)  |      |     | Bancruz Piraí         |
| 18 | TĐ | Hugo Saucedo                | 12 tháng 2, 1996 (17 tuổi)  |      |     | Oriente Petrolero     |
| 19 | TĐ | Kevin Claure Guzmán         | 26 tháng 10, 1996 (16 tuổi) |      |     | Virginia USC          |
| 20 | TV | Ruddy Esleytter Romero      | 20 tháng 12, 1996 (16 tuổi) |      |     | Real América          |
| 21 | TĐ | Christian Antonio Barrancos | 26 tháng 1, 1996 (17 tuổi)  |      |     | Aurora                |
| 22 | HV | Jesús Enrique Careaga       | 9 tháng 5, 1997 (15 tuổi)   |      |     | Oruro Royal           |
| 23 | TV | Moisés Villarroel Angúlo    | 27 tháng 8, 1998 (14 tuổi)  |      |     | Blooming              |

## Brasil
Huấn luyện viên: Alexandre Gallo
| Số | VT | Cầu thủ               | Ngày sinh (tuổi)            | Trận | Bàn | Câu lạc bộ          |
| -- | -- | --------------------- | --------------------------- | ---- | --- | ------------------- |
| 1  | TM | Marcos                | 13 tháng 4, 1996 (16 tuổi)  |      |     | Fluminense          |
| 2  | HV | Jeferson              | 22 tháng 6, 1996 (16 tuổi)  |      |     | Ponte Preta         |
| 3  | HV | Lucão                 | 23 tháng 3, 1996 (17 tuổi)  |      |     | São Paulo           |
| 4  | HV | Eduardo               | 13 tháng 2, 1996 (17 tuổi)  |      |     | Internacional       |
| 5  | TV | Gustavo Hebling       | 5 tháng 4, 1996 (16 tuổi)   |      |     | São Paulo           |
| 6  | HV | Abner                 | 30 tháng 5, 1996 (16 tuổi)  |      |     | Coritiba            |
| 7  | TV | Robert                | 28 tháng 9, 1996 (16 tuổi)  |      |     | Fluminense          |
| 8  | TV | Gabriel Boschilia     | 5 tháng 3, 1996 (17 tuổi)   |      |     | São Paulo           |
| 9  | TĐ | Mosquito              | 6 tháng 1, 1996 (17 tuổi)   |      |     | Atlético Paranaense |
| 10 | TV | Índio                 | 28 tháng 2, 1996 (17 tuổi)  |      |     | Vasco da Gama       |
| 11 | TĐ | Kenedy                | 8 tháng 2, 1996 (17 tuổi)   |      |     | Fluminense          |
| 12 | TM | Carlos Miguel Coronel | 29 tháng 12, 1996 (16 tuổi) |      |     | Red Bull Brasil     |
| 13 | HV | Auro                  | 23 tháng 1, 1996 (17 tuổi)  |      |     | São Paulo           |
| 14 | HV | Léo Mendes            | 15 tháng 2, 1996 (17 tuổi)  |      |     | Internacional       |
| 15 | HV | Lincoln               | 7 tháng 3, 1996 (17 tuổi)   |      |     | Flamengo            |
| 16 | HV | Léo Pereira           | 31 tháng 1, 1996 (17 tuổi)  |      |     | Atlético Paranaense |
| 17 | HV | Matheus Oliveira      | 6 tháng 9, 1996 (16 tuổi)   |      |     | Internacional       |
| 18 | TV | Arthur                | 12 tháng 8, 1996 (16 tuổi)  |      |     | Grêmio              |
| 19 | TV | Thiago Maia           | 22 tháng 3, 1997 (16 tuổi)  |      |     | Santos              |
| 20 | TĐ | Caio Rangel           | 16 tháng 1, 1996 (17 tuổi)  |      |     | Flamengo            |
| 21 | TV | Ewandro               | 15 tháng 3, 1996 (17 tuổi)  |      |     | São Paulo           |
| 22 | TM | John                  | 13 tháng 2, 1996 (17 tuổi)  |      |     | Santos              |
| 23 | TĐ | Alisson Farias        | 7 tháng 4, 1996 (16 tuổi)   |      |     | Internacional       |

## Chile
Huấn luyện viên: Mariano Puyol

| Số | VT | Cầu thủ                 | Ngày sinh (tuổi)           | Trận | Bàn | Câu lạc bộ           |
| -- | -- | ----------------------- | -------------------------- | ---- | --- | -------------------- |
| 1  | TM | Miguel Angel Vargas     | 15 tháng 6, 1996 (16 tuổi) |      |     | Universidad Católica |
| 2  | HV | Dilan Zúñiga            | 26 tháng 7, 1996 (16 tuổi) |      |     | Colo-Colo            |
| 3  | HV | Sebastián Vegas         | 4 tháng 12, 1996 (16 tuổi) |      |     | Audax Italiano       |
| 4  | HV | Benjamín Kuscevic       | 2 tháng 5, 1996 (16 tuổi)  |      |     | Universidad Católica |
| 5  | TV | Misael Cubillos         | 6 tháng 2, 1996 (17 tuổi)  |      |     | Deportes Iquique     |
| 6  | TV | Jorge Araya             | 25 tháng 3, 1996 (17 tuổi) |      |     | Colo-Colo            |
| 7  | TĐ | Jaime Carreño           | 3 tháng 3, 1997 (16 tuổi)  |      |     | Universidad Católica |
| 8  | TV | Kevin Medel             | 24 tháng 5, 1996 (16 tuổi) |      |     | Universidad Católica |
| 9  | TĐ | Sebastián Américo Gómez | 9 tháng 1, 1996 (17 tuổi)  |      |     | Universidad de Chile |
| 10 | TĐ | Luis Oyarzo             | 6 tháng 3, 1996 (17 tuổi)  |      |     | Universidad Católica |
| 11 | TĐ | Matías Ramírez          | 5 tháng 2, 1996 (17 tuổi)  |      |     | Palestino            |
| 12 | TM | Luis Sotomayor          | 4 tháng 12, 1996 (16 tuổi) |      |     | Deportes Iquique     |
| 13 | HV | Stefano Contreras       | 13 tháng 1, 1996 (17 tuổi) |      |     | Universidad de Chile |
| 14 | TĐ | Ian Leal                | 18 tháng 1, 1996 (17 tuổi) |      |     | Universidad de Chile |
| 15 | TV | Eduardo Navarrete       | 7 tháng 6, 1996 (16 tuổi)  |      |     | Audax Italiano       |
| 16 | TV | Sebastián Díaz          | 26 tháng 2, 1996 (17 tuổi) |      |     | Unión Temuco         |
| 17 | TV | Franco Ortega           | 25 tháng 7, 1996 (16 tuổi) |      |     | Santiago Wanderers   |
| 18 | TV | Carlos Lobos            | 21 tháng 2, 1997 (16 tuổi) |      |     | Universidad Católica |
| 19 | HV | Jordano Cisterna        | 2 tháng 2, 1996 (17 tuổi)  |      |     | Everton              |
| 20 | HV | Carlos Candia           | 22 tháng 8, 1996 (16 tuổi) |      |     | Universidad de Chile |
| 21 | TV | Bryan Carvallo          | 15 tháng 9, 1996 (16 tuổi) |      |     | Colo-Colo            |
| 22 | HV | Dino Agote              | 30 tháng 4, 1996 (16 tuổi) |      |     | Universidad Católica |
| 23 | TM | Eryin Sanhueza          | 29 tháng 1, 1996 (17 tuổi) |      |     | Audax Italiano       |

## Colombia
Huấn luyện viên: Harold Rivera

| Số | VT | Cầu thủ               | Ngày sinh (tuổi)            | Trận | Bàn | Câu lạc bộ               |
| -- | -- | --------------------- | --------------------------- | ---- | --- | ------------------------ |
| 1  | TM | Gustavo Sánchez       | 17 tháng 1, 1996 (17 tuổi)  |      |     | Independiente Santa Fe   |
| 2  | HV | Jefferson Gómez       | 22 tháng 6, 1996 (16 tuổi)  |      |     | Envigado FC              |
| 3  | HV | Juan Caicedo          | 12 tháng 4, 1996 (16 tuổi)  |      |     | Boca Juniors de Cali     |
| 4  | HV | Nilson Castrillon     | 28 tháng 1, 1996 (17 tuổi)  |      |     | Deportivo Cali           |
| 5  | HV | Jeison Angulo         | 27 tháng 6, 1996 (16 tuổi)  |      |     | Deportivo Cali           |
| 6  | TV | Andres Tello          | 6 tháng 9, 1996 (16 tuổi)   |      |     | Envigado FC              |
| 7  | TV | Davinson Sánchez      | 20 tháng 6, 1996 (16 tuổi)  |      |     | Atlético Nacional        |
| 8  | TV | Juan Alberto Mosquera | 10 tháng 2, 1996 (17 tuổi)  |      |     | Envigado FC              |
| 9  | TĐ | Jhon Miranda          | 7 tháng 3, 1996 (17 tuổi)   |      |     | Independiente Santa Fe   |
| 10 | TĐ | Joao Rodríguez        | 12 tháng 5, 1996 (16 tuổi)  |      |     | Chelsea FC               |
| 11 | TĐ | Gustavo Torres        | 15 tháng 6, 1996 (16 tuổi)  |      |     | Universitario de Popayán |
| 12 | TM | Iván Arboleda         | 21 tháng 4, 1996 (16 tuổi)  |      |     | Deportivo Pasto          |
| 13 | HV | Kevin Balanta         | 28 tháng 4, 1996 (16 tuổi)  |      |     | Club Toritos             |
| 14 | TĐ | Marlos Moreno         | 20 tháng 9, 1996 (16 tuổi)  |      |     | Atlético Nacional        |
| 15 | HV | Stefano Mosquera      | 25 tháng 1, 1996 (17 tuổi)  |      |     | Boca Juniors de Cali     |
| 16 | TV | Mateo Cardona         | 11 tháng 2, 1996 (17 tuổi)  |      |     | Envigado FC              |
| 17 | HV | Andrés Zuluaga        | 21 tháng 2, 1996 (17 tuổi)  |      |     | Club Estudiantil         |
| 18 | TĐ | Víctor Arboleda       | 1 tháng 10, 1996 (16 tuổi)  |      |     | Deportivo Cali           |
| 19 | TĐ | Alfredo Morelos       | 21 tháng 6, 1996 (16 tuổi)  |      |     | Independiente Medellín   |
| 20 | TV | Brayan Rovira         | 2 tháng 12, 1996 (16 tuổi)  |      |     | Atlético Nacional        |
| 21 | HV | Óscar Cabezas         | 22 tháng 12, 1996 (16 tuổi) |      |     | Club Juanito Moreno      |
| 22 | TM | Luis Vásquez          | 1 tháng 3, 1996 (17 tuổi)   |      |     | Independiente Medellín   |
| 23 | TV | Kevin Caicedo         | 18 tháng 1, 1996 (17 tuổi)  |      |     | Atlético Madrid          |

## Ecuador
Huấn luyện viên: José Javier Rodríguez Mayorga

| Số | VT | Cầu thủ               | Ngày sinh (tuổi)            | Trận | Bàn | Câu lạc bộ               |
| -- | -- | --------------------- | --------------------------- | ---- | --- | ------------------------ |
| 1  | TM | Xavier Cevallos       | 22 tháng 6, 1996 (16 tuổi)  |      |     | Emelec                   |
| 2  | HV | Edison Realpe         | 13 tháng 4, 1996 (16 tuổi)  |      |     | Clan Juvenil             |
| 3  | HV | David Aníbal Mina     | 26 tháng 4, 1996 (16 tuổi)  |      |     | Independiente José Terán |
| 4  | HV | Anthony Bedoya        | 26 tháng 1, 1996 (17 tuổi)  |      |     | Academia Alfaro Moreno   |
| 5  | HV | Julio Joao Ortiz      | 1 tháng 5, 1996 (16 tuổi)   |      |     | Universidad Católica     |
| 6  | HV | Jonathan Cabezas      | 15 tháng 8, 1996 (16 tuổi)  |      |     | Independiente José Terán |
| 7  | TV | Abel Casquete         | 8 tháng 8, 1997 (15 tuổi)   |      |     | River Plate              |
| 8  | TV | Jonathan Cevallos     | 20 tháng 9, 1996 (16 tuổi)  |      |     | El Nacional              |
| 9  | TĐ | Daniel Porozo         | 20 tháng 9, 1997 (15 tuổi)  |      |     | Universidad Católica     |
| 10 | TV | Jhon Jairo Rodríguez  | 26 tháng 9, 1996 (16 tuổi)  |      |     | LDU Quito                |
| 11 | TĐ | Luis Andrés Moreira   | 20 tháng 6, 1996 (16 tuổi)  |      |     | Barcelona                |
| 12 | TM | Édisson Recalde       | 16 tháng 1, 1996 (17 tuổi)  |      |     | Imbabura                 |
| 13 | TV | Luis Enrique Becerra  | 30 tháng 1, 1996 (17 tuổi)  |      |     | River Plate Ecuador      |
| 14 | TV | Jhegson Méndez        | 26 tháng 4, 1997 (15 tuổi)  |      |     | Independiente José Terán |
| 15 | TV | Jefferson Intriago    | 4 tháng 6, 1996 (16 tuổi)   |      |     | LDU Quito                |
| 16 | TĐ | Joffre Andrés Escobar | 24 tháng 10, 1996 (16 tuổi) |      |     | Deportivo Cuenca         |
| 17 | TĐ | Andrés Wilter Ayoví   | 17 tháng 4, 1997 (15 tuổi)  |      |     | Independiente José Terán |
| 18 | HV | Raúl Unda             | 29 tháng 2, 1996 (17 tuổi)  |      |     | LDU Quito                |
| 19 | TĐ | Víctor Hugo Mina      | 22 tháng 4, 1996 (16 tuổi)  |      |     | Universidad Católica     |
| 20 | TĐ | Alfredo Cabezas       | 20 tháng 3, 1997 (16 tuổi)  |      |     | Independiente José Terán |
| 21 | TV | Ángel Castillo        | 17 tháng 9, 1997 (15 tuổi)  |      |     | LDU Quito                |
| 22 | TM | Ángelo Alain García   | 18 tháng 2, 1996 (17 tuổi)  |      |     | Barcelona                |
| 23 | HV | Alexander Quiñónez    | 14 tháng 3, 1996 (17 tuổi)  |      |     | LDU Quito                |

## Paraguay
Huấn luyện viên: Hugo Caballero

| Số | VT | Cầu thủ            | Ngày sinh (tuổi)            | Trận | Bàn | Câu lạc bộ       |
| -- | -- | ------------------ | --------------------------- | ---- | --- | ---------------- |
| 1  | TM | Tomás Echagüe      | 18 tháng 9, 1996 (16 tuổi)  |      |     | Sportivo Luqueño |
| 2  | HV | Renzo Tandi        | 8 tháng 2, 1996 (17 tuổi)   |      |     | Cerro Porteño    |
| 3  | HV | Ángel Almirón      | 5 tháng 2, 1996 (17 tuổi)   |      |     | Nacional         |
| 4  | HV | Diego Marín        | 25 tháng 2, 1996 (17 tuổi)  |      |     | Libertad         |
| 5  | HV | José Sanabria      | 25 tháng 3, 1996 (17 tuổi)  |      |     | Libertad         |
| 6  | TV | Ángel Benítez      | 21 tháng 7, 1996 (16 tuổi)  |      |     | Libertad         |
| 7  | TĐ | Antonio Sanabria   | 4 tháng 3, 1996 (17 tuổi)   | 1    | 1   | Barcelona        |
| 8  | TV | Claudio Garay      | 9 tháng 2, 1996 (17 tuổi)   |      |     | Sol de América   |
| 9  | TĐ | Aldo Torres        | 5 tháng 3, 1996 (17 tuổi)   |      |     | Guaraní          |
| 10 | TV | Jesús Medina       | 30 tháng 4, 1997 (15 tuổi)  | 1    |     | Libertad         |
| 11 | TĐ | Christian Vargas   | 3 tháng 6, 1996 (16 tuổi)   |      |     | Sol de América   |
| 12 | TM | Francisco Ferreira | 7 tháng 7, 1996 (16 tuổi)   |      |     | Sol de América   |
| 13 | TV | Christian Arce     | 10 tháng 2, 1997 (16 tuổi)  |      |     | Cerro Porteño    |
| 14 | HV | José Cañete        | 19 tháng 3, 1996 (17 tuổi)  |      |     | Olimpia          |
| 15 | TV | Danilo Coronel     | 8 tháng 2, 1996 (17 tuổi)   |      |     | Cerro Porteño    |
| 16 | TV | Alejandro Sosa     | 5 tháng 1, 1996 (17 tuổi)   |      |     | Guaraní          |
| 17 | HV | Omar Alderete      | 26 tháng 12, 1996 (16 tuổi) |      |     | Cerro Porteño    |
| 18 | TV | Carlos Patiño      | 13 tháng 9, 1996 (16 tuổi)  |      |     | Libertad         |
| 19 | TV | Santiago López     | 13 tháng 3, 1996 (17 tuổi)  |      |     | Cerro Porteño    |
| 20 | TĐ | Alex Cáceres       | 1 tháng 2, 1996 (17 tuổi)   |      |     | Guaraní          |
| 21 | TĐ | Ronaldo Martínez   | 25 tháng 4, 1996 (16 tuổi)  |      |     | Cerro Porteño    |
| 22 | TM | Ever Mereles       | 6 tháng 4, 1997 (15 tuổi)   |      |     | Libertad         |
| 23 | TĐ | Jorge Colmán       | 12 tháng 12, 1997 (15 tuổi) |      |     | Olimpia          |

## Peru
Huấn luyện viên: Edgar Teixeira

| Số | VT | Cầu thủ          | Ngày sinh (tuổi)            | Trận | Bàn | Câu lạc bộ             |
| -- | -- | ---------------- | --------------------------- | ---- | --- | ---------------------- |
| 1  | TM | Juniors Barbieri | 20 tháng 1, 1996 (17 tuổi)  |      |     | Sporting Cristal       |
| 2  | HV | Luis Abram       | 27 tháng 2, 1996 (17 tuổi)  |      |     | Regatas Lima           |
| 3  | HV | Luis Rivas       | 5 tháng 1, 1996 (17 tuổi)   |      |     | Academia Cantolao      |
| 4  | HV | César Hernández  | 5 tháng 2, 1996 (17 tuổi)   |      |     | Sport Victoria         |
| 5  | HV | Francisco Duclós | 29 tháng 1, 1996 (17 tuổi)  |      |     | Alianza Lima           |
| 6  | HV | Henry Vega       | 22 tháng 1, 1996 (17 tuổi)  |      |     | Sporting Cristal       |
| 7  | TĐ | Beto da Silva    | 28 tháng 12, 1996 (16 tuổi) |      |     | Sporting Cristal       |
| 8  | TV | Renzo Garcés     | 12 tháng 6, 1996 (16 tuổi)  |      |     | Universidad San Martín |
| 9  | TĐ | Dangelo Artiaga  | 15 tháng 6, 1996 (16 tuổi)  |      |     | Universidad San Martín |
| 10 | TĐ | Yamir Oliva      | 17 tháng 1, 1996 (17 tuổi)  |      |     | Sporting Cristal       |
| 11 | TĐ | Roberto Siucho   | 7 tháng 2, 1997 (16 tuổi)   |      |     | Universitario          |
| 12 | TM | Ítalo Espinoza   | 17 tháng 4, 1996 (16 tuổi)  |      |     | Universidad San Martín |
| 13 | HV | Diego Zurek      | 25 tháng 5, 1996 (16 tuổi)  |      |     | Universidad San Martín |
| 14 | HV | Camilo Jiménez   | 2 tháng 7, 1996 (16 tuổi)   |      |     | Universidad San Martín |
| 15 | TV | Julio Cabellos   | 10 tháng 2, 1996 (17 tuổi)  |      |     | Universidad San Martín |
| 16 | TV | Claudio Namoc    | 19 tháng 7, 1996 (16 tuổi)  |      |     | Esther Grande          |
| 17 | TĐ | Jhon Barrueta    | 11 tháng 2, 1996 (17 tuổi)  |      |     | Esther Grande          |
| 18 | TV | Leonardo Mendoza | 27 tháng 5, 1996 (16 tuổi)  |      |     | Academia Cantolao      |
| 19 | TV | Adrián Ugarriza  | 1 tháng 1, 1997 (16 tuổi)   |      |     | Universidad San Martín |
| 20 | TV | Enmanuel Paucar  | 9 tháng 8, 1996 (16 tuổi)   |      |     | Esther Grande          |
| 21 | HV | Junior Morales   | 22 tháng 6, 1996 (16 tuổi)  |      |     | Esther Grande          |
| 22 | TM | Patricio Torres  | 15 tháng 1, 1996 (17 tuổi)  |      |     | Esther Grande          |
| 23 | TĐ | Carlos Orbegoso  | 16 tháng 1, 1996 (17 tuổi)  |      |     | Universidad San Marcos |

## Uruguay
Huấn luyện viên: Fabián Coito

| Số | VT | Cầu thủ                  | Ngày sinh (tuổi)            | Trận | Bàn | Câu lạc bộ        |
| -- | -- | ------------------------ | --------------------------- | ---- | --- | ----------------- |
| 1  | TM | Thiago Gastón Cardozo    | 31 tháng 7, 1996 (16 tuổi)  |      |     | Peñarol           |
| 2  | HV | Joel Bregonis            | 23 tháng 1, 1996 (17 tuổi)  |      |     | Nacional          |
| 3  | HV | Fabrizio Buschiazzo      | 7 tháng 7, 1996 (16 tuổi)   |      |     | Peñarol           |
| 4  | HV | Darwin Ávila             | 10 tháng 4, 1996 (16 tuổi)  |      |     | Peñarol           |
| 5  | TV | Facundo Ospitaleche      | 11 tháng 4, 1996 (16 tuổi)  |      |     | Defensor Sporting |
| 6  | HV | Aldo Martilotta          | 20 tháng 2, 1996 (17 tuổi)  |      |     | Danubio           |
| 7  | TĐ | Gonzalo Latorre          | 26 tháng 4, 1996 (16 tuổi)  |      |     | Peñarol           |
| 8  | TV | Franco Pizzichillo       | 3 tháng 1, 1996 (17 tuổi)   |      |     | Defensor Sporting |
| 9  | TĐ | Francis D'Albenas        | 11 tháng 1, 1996 (17 tuổi)  |      |     | River Plate       |
| 10 | TĐ | Kevin Méndez             | 10 tháng 1, 1996 (17 tuổi)  |      |     | Peñarol           |
| 11 | TĐ | Maicol Gabriel Cabrera   | 11 tháng 5, 1996 (16 tuổi)  |      |     | Nacional          |
| 12 | TM | Facundo Silva            | 4 tháng 7, 1996 (16 tuổi)   |      |     | Danubio           |
| 13 | TV | Jhon Pintos              | 14 tháng 1, 1996 (17 tuổi)  |      |     | Liverpool         |
| 14 | HV | José Etcheverry          | 10 tháng 5, 1996 (16 tuổi)  |      |     | Defensor Sporting |
| 15 | TV | Gastón Faber             | 21 tháng 4, 1996 (16 tuổi)  |      |     | Danubio           |
| 16 | TV | Elías González           | 29 tháng 10, 1996 (16 tuổi) |      |     | River Plate       |
| 17 | HV | Pablo Matías González    | 13 tháng 9, 1996 (16 tuổi)  |      |     | Liverpool         |
| 18 | TĐ | Marcio Benítez           | 3 tháng 6, 1996 (16 tuổi)   |      |     | Nacional          |
| 19 | TĐ | Federico Nicolás Tabeira | 8 tháng 2, 1996 (17 tuổi)   |      |     | Atenas            |
| 20 | TV | Wesley Damián Costa      | 29 tháng 1, 1996 (17 tuổi)  |      |     | Peñarol           |
| 21 | TĐ | Franco Acosta            | 5 tháng 3, 1995 (18 tuổi)   |      |     | Fénix             |
| 22 | HV | Emanuel González         | 12 tháng 1, 1996 (17 tuổi)  |      |     | Liverpool         |
| 23 | TM | Kevin Larrea             | 19 tháng 4, 1996 (16 tuổi)  |      |     | Defensor Sporting |

## Venezuela
Huấn luyện viên: Rafael Dudamel

| Số | VT | Cầu thủ                 | Ngày sinh (tuổi)            | Trận | Bàn | Câu lạc bộ            |
| -- | -- | ----------------------- | --------------------------- | ---- | --- | --------------------- |
| 1  | TM | Pedro Rafael Ramos      | 28 tháng 2, 1996 (17 tuổi)  |      |     | Caracas               |
| 2  | HV | Juan Miguel Tineo       | 13 tháng 4, 1995 (17 tuổi)  |      |     | Atlético Venezuela    |
| 3  | HV | Jesús Núñez             |                             |      |     | Ferro Carril Oeste    |
| 4  | HV | José Marrufo            | 12 tháng 5, 1996 (16 tuổi)  |      |     | Caracas               |
| 5  | TV | Andrés Leonardo Benítez | 22 tháng 3, 1996 (17 tuổi)  |      |     | Trujillanos           |
| 6  | HV | Franko Díaz             | 6 tháng 2, 1996 (17 tuổi)   |      |     | Deportivo Lara        |
| 7  | TĐ | Ronaldo Peña            | 10 tháng 3, 1997 (16 tuổi)  |      |     | Caracas               |
| 8  | TV | Eduardo José Maceira    | 30 tháng 4, 1996 (16 tuổi)  |      |     | Real Esppor           |
| 9  | TĐ | Andrés Ponce            | 11 tháng 11, 1996 (16 tuổi) |      |     | Deportivo Táchira     |
| 10 | TV | David Alejandro Zalzman | 4 tháng 3, 1996 (17 tuổi)   |      |     | Deportivo Anzoátegui  |
| 11 | TV | Luis Rodríguez          | 23 tháng 1, 1996 (17 tuổi)  |      |     | San Luis              |
| 12 | TM | Beycker Velásquez       | 6 tháng 10, 1996 (16 tuổi)  |      |     | Caracas               |
| 13 | TV | José Hernández          | 26 tháng 6, 1997 (15 tuổi)  |      |     | Caracas               |
| 14 | TV | Francisco La Mantia     | 24 tháng 2, 1996 (17 tuổi)  |      |     | Estudiantes de Mérida |
| 15 | TĐ | José Caraballo          | 22 tháng 2, 1996 (17 tuổi)  |      |     | Caracas               |
| 16 | TV | Samuel Marquina         | 7 tháng 6, 1996 (16 tuổi)   |      |     | Lleida Esportiu       |
| 17 | TV | Jhony Fernando Camacho  | 1 tháng 8, 1996 (16 tuổi)   |      |     | Deportivo Petare      |
| 18 | TV | Leomar Pinto            | 17 tháng 3, 1997 (16 tuổi)  |      |     | Caracas               |
| 19 | TĐ | José Nicolás Marquez    | 21 tháng 2, 1996 (17 tuổi)  |      |     | Estudiantes de Mérida |
| 20 | TV | Douglas Martínez        | 10 tháng 7, 1996 (16 tuổi)  |      |     | Yaracuyanos           |
| 21 | HV | Diego Osio              | 3 tháng 1, 1997 (16 tuổi)   |      |     | CIV Valencia          |
| 22 | TM | Enmis Rodríguez         |                             |      |     | Carabobo              |
| 23 | TĐ | Adalberto Peñaranda     |                             |      |     | Real Esppor           |